# Seznam ctihodných římskokatolické církve
Toto je neúplný seznam ctihodných katolické církve.
| Titul    | Jméno                                      | Kdo to byl                                                                                     | Rok narození a úmrtí | Prohlášení ctihodným/nou |
| -------- | ------------------------------------------ | ---------------------------------------------------------------------------------------------- | -------------------- | ------------------------ |
| Ctihodný | Adolfo Barberis                            | italský kněz                                                                                   | 1884–1967            | 3. dubna 2014            |
| Ctihodný | Adrian Blanco                              | španělský řeholník Řádu mercedariánských rytířů                                                |                      |                          |
| Ctihodný | Agnelo Gustavo de Souza                    | indický kněz                                                                                   | 1869–1927            | 10. listopadu 1986       |
| Ctihodný | Alain de Boismenu                          | guinejský arcibiskup původem z Francie                                                         | 1870–1953            | 15. dubna 2014           |
| Ctihodný | Alessandro Luzzago                         | italský teolog                                                                                 | 1551–1602            | 2. července 1889         |
| Ctihodný | Alfons ze Zurity                           | mexický řeholník Řádu mercedariánských rytířů                                                  |                      |                          |
| Ctihodný | Alfred Pampalon                            | kanadský kněz                                                                                  | 1867–1896            | 14. května 1991          |
| Ctihodný | Aloysius Philip Schwartz                   | filipínský kněz původem z Ameriky                                                              | 1899–1978            | 22. ledna 2015           |
| Ctihodný | Alois od Nejsvětějšího Ukřižování          | italský kněz, františkán                                                                       | 1727–1803            |                          |
| Ctihodná | Ana Marija Marović                         | italská řeholnice                                                                              | 1815–1887            | 17. prosince 2007        |
| Ctihodný | Anastasius Hartmann                        | indický biskup původem ze Švýcarska                                                            | 1803–1866            | 21. prosince 1998        |
| Ctihodný | Anastasius Surdi                           | řeholník Řádu mercedariánských rytířů                                                          |                      |                          |
| Ctihodný | Andrej Šeptyckyj                           | hlava ukrajinské řeckokatolické církve                                                         | 1865–1944            | 16. července 2015        |
| Ctihodný | Angelo Ramazzotti                          | italský biskup, patriarcha benátský                                                            | 1800–1861            | 14. prosince 2015        |
| Ctihodná | Anne de Guigné                             | francouzská laička                                                                             | 1911–1922            | 3. března 1990           |
| Ctihodná | Anne de Xainctonge                         | francouzská řeholnice                                                                          | 1567–1621            | 14. května 1991          |
| Ctihodná | Antonia de Oviedo Schöntal                 | švýcarská řeholnice                                                                            | 1822–1898            | 7. července 1962         |
| Ctihodná | Antonietta Meo                             | italská laička                                                                                 | 1930–1937            | 17. prosince 2007        |
| Ctihodný | Antonio Bello                              | italský biskup                                                                                 | 1935–1993            | 25. listopadu 2021       |
| Ctihodný | Antonín Cyril Stojan                       | arcibiskup olomoucký                                                                           | 1851–1923            | 14. června 2016          |
| Ctihodný | Antoni Gaudí                               | katalánský laik                                                                                | 1852–1926            | 14. dubna 2025           |
| Ctihodný | Antônio Ferreira Viçoso                    | portugalský biskup                                                                             | 1787–1875            | 8. července 2014         |
| Ctihodný | Attilio Giordani                           | italský laik                                                                                   | 1913–1972            | 9. října 2013            |
| Ctihodný | August Hlond                               | polský kardinál                                                                                | 1881–1948            | 19. května 2018          |
| Ctihodný | Augustus Tolton                            | první černošský kněz z USA                                                                     | 1854–1897            | 11. června 2019          |
| Ctihodný | Aurelio Bacciarini                         | švýcarský biskup                                                                               | 1873–1935            | 15. března 2008          |
| Ctihodná | Battistina Vernazza                        | italská řeholní kanovnice svatého Augustina                                                    | 1497–1587            | 22. června 1972          |
| Ctihodná | Benedikta Rencurelová                      | francouzská vizionářka a stigmatička                                                           | 1647–1718            | 3. dubna 2009            |
| Ctihodný | Bernard Kryszkiewicz                       | polský kněz                                                                                    | 1915–1945            | 22. května 2021          |
| Ctihodná | Bernarda Heimgartner                       | švýcarská řeholnice                                                                            | 1822–1863            | 26. března 1994          |
| Ctihodný | Boļeslavs Sloskāns                         | lotyšský biskup                                                                                | 1893–1981            | 20. prosince 2004        |
| Ctihodný | Bruno Lanteri                              | italský kněz, zakladatel kongregace                                                            | 1759–1830            | 23. listopadu 1965       |
| Ctihodný | Bruno Marchesini                           | italský seminarista                                                                            | 1915–1938            | 20. prosince 2001        |
| Ctihodný | Caesar Baronius                            | italský kardinál, představený Kongregace oratoriánů sv. Filipa Neri                            | 1538–1607            | 12. ledna 1745           |
| Ctihodná | Camila od svatého Josefa                   | argentinská řeholnice                                                                          | 1842–1913            | 2. dubna 1993            |
| Ctihodný | Carlo Maria Bascapè                        | italský biskup                                                                                 | 1550–1615            | 19. prosince 2005        |
| Ctihodná | Caroline-Barbe Colchen Carré de Malberg    | francouzská laička                                                                             | 1829–1891            | 9. května 2014           |
| Ctihodná | Celestina Bottego                          | italská řeholnice                                                                              | 1895–1980            | 31. října 2013           |
| Ctihodná | Consuelo Barcelo y Pages                   | filipínská řeholnice původem ze Španělska                                                      | 1857–1940            | 20. prosince 2012        |
| Ctihodná | Cornelia Connelly                          | anglická řeholnice původem z Ameriky                                                           | 1809–1879            | 13. června 1992          |
| Ctihodná | Caterina Coromina i Agustí                 | španělská řeholnice                                                                            | 1824–1893            | 28. dubna 2006           |
| Ctihodná | Délia Tétreault                            | kanadská řeholnice                                                                             | 1865–1941            | 18. prosince 1997        |
| Ctihodná | Domenica Bernardini                        | italská laička, manželka ctihodného Sergia Bernardini                                          | 1889–1971            | 5. května 2015           |
| Ctihodný | Dominik à Jesu Maria                       | generál řádu karmelitánů, propagátor kultu Panny Marie Vítězné                                 | 1559–1630            | 31. října 2013           |
| Ctihodná | Dorotea de Chopitea                        | španělská laička původem z Chile                                                               | 1816–1891            | 9. července 1983         |
| Ctihodná | Edel Quinn                                 | irská laička                                                                                   | 1907–1944            | 15. prosince 1994        |
| Ctihodný | Egidio Bullesi                             | italský laik                                                                                   | 1905–1929            | 7. července 1997         |
| Ctihodná | Eleonora Ramirez di Montalvo               | italská laička                                                                                 | 1602–1659            | 16. března 1987          |
| Ctihodný | Emmanuel d′Alzon                           | francouzský kněz                                                                               | 1810–1880            | 21. prosince 1991        |
| Ctihodný | Enrique Ernesto Shaw                       | argentinský laik původem z Francie                                                             | 1921–1962            | 24. dubna 2021           |
| Ctihodný | Eugenio Reffo                              | italský kněz                                                                                   | 1843–1925            | 12. června 2014          |
| Ctihodný | Exupérien Mas                              | francouzský řeholník                                                                           | 1829–1905            | 3. března 1990           |
| Ctihodná | Élisabeth Bergeron                         | kanadská řeholnice                                                                             | 1851–1936            | 12. ledna 1996           |
| Ctihodná | Elisabetta Tasca Serena                    | italská laička                                                                                 | 1899–1978            | 6. prosince 2014         |
| Ctihodný | Étienne Pernet                             | francouzský kněz                                                                               | 1824–1899            | 14. května 1983          |
| Ctihodný | Felix Maria Ghebreamlak                    | eritejský kněz                                                                                 | 1895–1934            | 21. prosince 1992        |
| Ctihodný | Félix od Ježíše                            | mexický kněz původem ze Španělska                                                              | 1859–1938            | 1. července 2000         |
| Ctihodný | Félix Varela y Morales                     | americký kněz původem z Kuby                                                                   | 1788–1853            | 14. března 2012          |
| Ctihodný | Fernando de Contreras                      | španělský kněz arcidiecéze Sevilla                                                             | 1470–1548            | 12. února 1786           |
| Ctihodný | Francesco Antonio Marcucci                 | italský biskup                                                                                 | 1717–1798            | 27. března 2010          |
| Ctihodný | Francesco Gattola                          | italský kněz                                                                                   | 1822–1899            | 18. března 2015          |
| Ctihodný | Francesco Saverio Toppi                    | italský biskup                                                                                 | 1925–2007            | 20. ledna 2022           |
| Ctihodná | Frances Margaret Taylorová                 | anglická řeholnice                                                                             | 1832–1900            | 12. června 2014          |
| Ctihodný | Francisco Valdés Subercaseaux              | chilský biskup                                                                                 | 1908–1982            | 7. listopadu 2014        |
| Ctihodný | Franciszek Blachnicki                      | polský kněz                                                                                    | 1921–1987            | 30. září 2015            |
| Ctihodný | François Gaschon                           | francouzský diecézní kněz                                                                      | 1732–1815            | 6. dubna 1998            |
| Ctihodný | František Chiesa                           | italský kněz                                                                                   | 1874–1946            | 8. února 1988            |
| Ctihodný | Franz Josef Rudigier                       | rakouský biskup                                                                                | 1811–1884            | 3. dubna 2009            |
| Ctihodný | Frederic Baraga                            | americký biskup původem ze Slovinska                                                           | 1797–1868            | 10. května 2012          |
| Ctihodný | Fulton Sheen                               | americký arcibiskup, televizní a rozhlasový kazatel                                            | 1895–1979            | 28. června 2012          |
| Ctihodný | Gabriel Taborin                            | francouzský řeholník                                                                           | 1799–1864            | 14. května 1991          |
| Ctihodný | Gesualdo z Reggio Calabria                 | italský kněz řádu kapucínů                                                                     | 1725–1803            | 2. dubna 1982            |
| Ctihodný | Giacomo Gaglione                           | italský řeholník                                                                               | 1896–1962            | 3. dubna 2009            |
| Ctihodný | Gioacchino La Lomia                        | italský kněz                                                                                   | 1831–1905            | 23. dubna 2002           |
| Ctihodný | Giocondo Pio Lorgna                        | italský kněz                                                                                   | 1870–1928            | 15. března 2008          |
| Ctihodný | Giovanni Bacile                            | italský kněz                                                                                   | 1880–1941            | 3. února 2015            |
| Ctihodný | Giovanni Battista Jossa                    | augustiniánský terciář                                                                         | 1767–1828            | 22. června 1972          |
| Ctihodný | Giovanni Battista Quilici                  | italský kněz                                                                                   | 1791–1844            | 3. března 2016           |
| Ctihodný | Giovanni Folci                             | italský kněz                                                                                   | 1890–1963            | 30. září 2015            |
| Ctihodný | Giuseppe Bartolomeo Menochio               | augustinián a titulární biskup                                                                 | 1741–1823            | 14. května 1991          |
| Ctihodný | Giuseppe Carraro                           | italský biskup                                                                                 | 1899–1980            | 16. července 2015        |
| Ctihodný | Giuseppe Marcinò                           | italský kněz                                                                                   | 1589–1655            | 3. dubna 2009            |
| Ctihodný | Giuseppe Lazzati                           | italský laik                                                                                   | 1909–1986            | 5. července 2013         |
| Ctihodná | Hedvika Borzęcka                           | polská řeholnice původem z dnešního Běloruska, dcera blahoslavené Celine Borzęnské             | 1863–1906            | 17. prosince 1982        |
| Ctihodná | Henriette Díaz DeLille                     | americká řeholnice                                                                             | 1914–1984            | 27. března 2010          |
| Ctihodný | Hildebrand Gregori                         | italský opat                                                                                   | 1894–1985            | 7. listopadu 2014        |
| Ctihodná | Ignacia del Espiritu Santo Luco            | filipínská řeholnice                                                                           | 1663–1748            | 6. července 2007         |
| Ctihodný | Ignác od svatého Pavla                     | anglický kněz                                                                                  | 1799–1864            | 20. února 2021           |
| Ctihodný | Ignác Stuchlý                              | kněz, spoluzakladatel českých salesiánů                                                        | 1869–1953            | 21. prosince 2020        |
| Ctihodná | Isabela od Srdce Ježíšova                  | filipínská řeholnice                                                                           | 1836–1899            | 26. března 1999          |
| Ctihodná | Isabella Tomasi                            | italská řeholnice, sestra svatého Giuseppe Maria Tomasi                                        | 1645–1690            | 15. srpna 1797           |
| Ctihodná | Isabella de Rosis                          | italská řeholnice                                                                              | 1842–1911            | 19. prosince 2005        |
| Ctihodný | Jacinto Vera y Durán                       | uruguayský biskup                                                                              | 1813–1881            | 5. května 2015           |
| Ctihodný | Jacques Sevin                              | francouzský kněz                                                                               | 1882–1951            | 10. května 2012          |
| Ctihodná | Jana od Kříže                              | řeholnice františkánského třetího řádu                                                         | 1481–1534            | 18. března 2015          |
| Ctihodný | Janez Frančišek Gnidovec                   | slovinský biskup                                                                               | 1873–1939            | 27. března 2010          |
| Ctihodný | Jean Gailhac                               | francouzský kněz                                                                               | 1802–1890            | 22. června 1972          |
| Ctihodný | Jean-Baptiste Delaveyne                    | francouzský kněz                                                                               | 1653–1719            | 14. května 1991          |
| Ctihodný | Jean-Marie de La Mennais                   | francouzský kněz                                                                               | 1780–1860            | 15. prosince 1966        |
| Ctihodná | Jeanne Chezard de Matel                    | francouzská řeholnice                                                                          | 1596–1670            | 7. března 1992           |
| Ctihodná | Jeanne Mance                               | francouzská řeholnice                                                                          | 1606–1673            | 7. listopadu 2014        |
| Ctihodný | Jerzy Ciesielski                           | polský laik, přítel svatého Jana Pavla II.                                                     | 1929–1970            | 17. prosince 2013        |
| Ctihodný | Jesús María Echavarría Aguirre             | mexický biskup                                                                                 | 1858–1954            | 7. února 2014            |
| Ctihodný | Jérôme Lejeune                             | francouzský laik                                                                               | 1926–1994            | 21. ledna 2021           |
| Ctihodný | Jérôme le Royer de la Dauversière          | francouzský šlechtic                                                                           | 1597–1659            | 6. července 2007         |
| Ctihodný | João de Oliveira Matos Ferreira            | portugalský biskup                                                                             | 1879–1962            | 3. června 2013           |
| Ctihodný | Joseph Savelberg                           | nizozemský kněz                                                                                | 1827–1907            | 28. listopadu 1988       |
| Ctihodný | Joseph Vithayathil                         | indický kněz                                                                                   | 1865–1964            | 14. prosince 2015        |
| Ctihodný | Josep Torras a Bages                       | španělský biskup                                                                               | 1846–1916            | 13. června 1992          |
| Ctihodný | José María Amigó Ferrer                    | španělský biskup                                                                               | 1854–1934            | 13. června 1992          |
| Ctihodný | José María Arizmendiarrieta                | španělský kněz                                                                                 | 1917–1996            | 30. září 2015            |
| Ctihodný | José María García Lahiguera                | španělský arcibiskup                                                                           | 1903–1989            | 27. června 2011          |
| Ctihodný | Józef Mindszenty                           | maďarský arcibiskup a kardinál                                                                 | 1892–1975            | 12. února 2019           |
| Ctihodná | Juana de la Cruz Vázquez y Gutiérrez       | španělská abatyše                                                                              | 1481–1534            | 18. března 2015          |
| Ctihodný | Juan Manuel Martín del Campo               | mexický kněz                                                                                   | 1917–1996            | 30. září 2015            |
| Ctihodná | Juliette Colbert de Barolo                 | francouzská laička                                                                             | 1786–1864            | 5. května 2015           |
| Ctihodný | Kadalikkattil Mathai Kathanar              | indický kněz                                                                                   | 1872–1935            | 27. června 2011          |
| Ctihodný | Karel Schilling                            | norský kněz                                                                                    | 1835–1907            | 19. září 1968            |
| Ctihodný | Leo Dupont                                 | francouzský laik                                                                               | 1797–1876            | 21. března 1983          |
| Ctihodný | Leonardo Castellanos y Castellanos         | mexický biskup                                                                                 | 1862–1912            | 21. prosince 1989        |
| Ctihodný | León Dehon                                 | francouzský kněz                                                                               | 1843–1925            | 8. března 1997           |
| Ctihodný | Louis-Marie Baudouin                       | francouzský kněz                                                                               | 1765–1835            | 20. prosince 2012        |
| Ctihodná | Lúcia dos Santos                           | portugalská řeholnice a mariánská vizionářka                                                   | 1907–2005            | 22. června 2023          |
| Ctihodný | Luigi Rocchi                               | italský laik                                                                                   | 1932–1979            | 3. dubna 2014            |
| Ctihodná | Luisa Marie Francouzská                    | dcera francouzského krále Ludvíka XV. a řeholnice                                              | 1737–1787            | 19. června 1873          |
| Ctihodná | Malá sestra Magdeleine od Ježíše           | francouzská řeholnice                                                                          | 1898–1989            | 13. října 2021           |
| Ctihodný | Manuel Aparici Navarro                     | španělský kněz                                                                                 | 1893–1950            | 27. března 2013          |
| Ctihodný | Marcantonio Barbarigo                      | italský arcibiskup a kardinál                                                                  | 1640–1706            | 6. července 2007         |
| Ctihodný | Marcello Candia                            | italský laik                                                                                   | 1916–1983            | 8. července 2014         |
| Ctihodný | Marcello Labor                             | italský kněz                                                                                   | 1890–1954            | 5. června 2015           |
| Ctihodná | Margherita Occhiena Bosco                  | italská laička, matka svatého Jana Bosca                                                       | 1788–1856            | 15. listopadu 2006       |
| Ctihodná | Marthe Robin                               | francouzská mistička a stigmatička                                                             | 1902–1981            | 7. listopadu 2014        |
| Ctihodná | Maria Antonia Paris                        | španělská řeholnice                                                                            | 1813–1885            | 23. prosince 1993        |
| Ctihodná | Maria Consiglia Addatis                    | italská řeholnice, zakladatelka Kongregace Služebnic Panny Marie Bolestné                      | 1845–1900            | 26. dubna 2016           |
| Ctihodná | Maria del Carmen González-Valerio          | španělská laička                                                                               | 1930–1939            | 12. ledna 1996           |
| Ctihodná | Maria Dulce Rodrigues dos Santos           | brazilská řeholnice                                                                            | 1901–1972            | 3. dubna 2014            |
| Ctihodná | Maria Giuseppa Scandola                    | súdánská řeholnice původem z Itálie                                                            | 1849–1903            | 12. června 2014          |
| Ctihodná | Maria Hueber                               | italská řeholnice, zakladatelka kongregace Františkánských terciárních sester z Brixenu        | 1653–1705            | 19. března 2019          |
| Ctihodná | Maria Kaupasová                            | americká řeholnice původem z Litvy                                                             | 1880–1940            | 1. července 2010         |
| Ctihodná | María del Pilar López-Cimadevilla Dóriga   | španělská laička                                                                               | 1952–1962            | 19. dubna 2004           |
| Ctihodná | María Josefa Segovia Morón                 | španělská laička                                                                               | 1891–1957            | 19. prosince 2005        |
| Ctihodná | María Luisa Josefa od Nejsvětější svátosti | mexická řeholnice                                                                              | 1866–1937            | 1. července 2000         |
| Ctihodná | María Montserrat Grases García             | španělská laička                                                                               | 1941–1959            | 26. dubna 2016           |
| Ctihodná | Marie-Anne-Marcelle Mallet                 | kanadská řeholnice                                                                             | 1805–1871            | 27. ledna 2014           |
| Ctihodná | Marie Elekta od Ježíše                     | převorka kláštera bosých karmelitek na Hradčanech                                              | 1605–1663            |                          |
| Ctihodná | Marie Františka od Kříže                   | německá řeholnice                                                                              | 1844–1911            | 27. března 2010          |
| Ctihodná | Marie Františka z Pěti ran                 | skotská řeholnice                                                                              | 1900–1925            | 6. února 1978            |
| Ctihodná | Marie Josefa od Ježíše                     | anglická řeholnice                                                                             | 1820–1864            | 21. ledna 2021           |
| Ctihodná | Marie-Josephte Fitzbach                    | kanadská řeholnice                                                                             | 1806–1885            | 28. června 2012          |
| Ctihodná | Marie Kateřina McAuley                     | irská řeholnice                                                                                | 1778–1841            | 9. dubna 1990            |
| Ctihodná | Marie Klotilda Francouzská                 | královna Sardinie                                                                              | 1759–1802            | 11. února 1982           |
| Ctihodná | Marie od Ježíše z Ágredy                   | abatyše kláštera Neposkvrněného Početí v Ágredě, mystička                                      | 1602–1665            | 1673                     |
| Ctihodná | Maria Orsola Bussoneová                    | italská laička                                                                                 | 1954–1970            | 18. března 2015          |
| Ctihodná | Marie Potterová                            | anglická řeholnice                                                                             | 1847–1913            | 8. února 1988            |
| Ctihodná | Marie Vojtěcha Hasmandová                  | moravská řeholnice, generální představená kongregace milosrdných sester sv. Karla Boromejského | 1914–1988            | 6. prosince 2014         |
| Ctihodná | Marie-Medeleine d′Houët                    | francouzská řeholnice                                                                          | 1781–1858            | 19. listopadu 1970       |
| Ctihodná | Marie-Rosalie Cadron-Jetté                 | kanadská řeholnice                                                                             | 1794–1864            | 9. prosince 2013         |
| Ctihodná | Marie-Thérèse Charlotte de Lamourous       | francouzská laička                                                                             | 1754–1836            | 21. prosince 1989        |
| Ctihodná | Marie Veronica od Umučení                  | francouzská řeholnice                                                                          | 1823–1906            | 8. července 2014         |
| Ctihodný | Martin Středa                              | teolog a historik, obránce Brna během třicetileté války                                        | 1587–1649            |                          |
| Ctihodná | Mary Angeline Teresa McCrory               | americká řeholnice původem z Irska                                                             | 1893–1984            | 28. června 2012          |
| Ctihodná | Mary Frances Aikenhead                     | irská řeholnice                                                                                | 1787–1858            | 18. března 2015          |
| Ctihodná | Mary Jane Wilsonová                        | portugalská řeholnice původem z Indie                                                          | 1840–1916            | 9. října 2013            |
| Ctihodná | Mary Wardová                               | anglická řeholnice                                                                             | 1585–1645            | 19. prosince 2009        |
| Ctihodný | Massimo Rinaldi                            | italský biskup                                                                                 | 1869–1941            | 19. prosince 2005        |
| Ctihodný | Matteo Ricci                               | italský kněz a řeholník, působící v Číně                                                       | 1552–1610            | 17. prosince 2022        |
| Ctihodný | Matt Talbot                                | irský laik, asketa                                                                             | 1856–1925            | 3. října 1975            |
| Ctihodný | Maurice-Marie-Matthieu Garrigou            | francouzský kněz                                                                               | 1766–1852            | 9. prosince 2013         |
| Ctihodná | Nano Nagle                                 | irská řeholnice                                                                                | 1718–1784            | 31. října 2013           |
| Ctihodná | Natalina Bonardi                           | italská řeholnice                                                                              | 1864–1945            | 25. listopadu 2021       |
| Ctihodný | Nelson Henry Baker                         | americký kněz                                                                                  | 1842–1936            | 14. ledna 2011           |
| Ctihodný | Nicola D'Onofrio                           | italský řeholník                                                                               | 1943–1964            | 5. července 2013         |
| Ctihodný | Nicola Mazza                               | italský kněz                                                                                   | 1790–1865            | 3. června 2013           |
| Ctihodný | Nicolò Cortese                             | chorvatský kněz                                                                                | 1907–1944            | 30. srpna 2021           |
| Ctihodná | Odette Vidal de Oliveira                   | brazilská laička                                                                               | 1930–1939            | 25. listopadu 2021       |
| Ctihodný | Ondřej z Lary                              | chilský řeholník Řádu mercedariánských rytířů                                                  |                      |                          |
| Ctihodná | Orsola Maria Rivata                        | italská řeholnice, generální představení kongregace Sester učednic Božského Mistra             | 1897–1987            | 9. prosince 2013         |
| Ctihodný | Pablo de Anda Padilla                      | mexický kněz                                                                                   | 1830–1904            | 28. června 1999          |
| Ctihodná | Paola Renata Carboni                       | italská laička                                                                                 | 1908–1927            | 2. dubna 1993            |
| Ctihodný | Pelágio Sauter                             | brazilský kněz původem z Německa                                                               | 1878–1961            | 7. listopadu 2014        |
| Ctihodný | Petar Barbarić                             | hercegovinský novic                                                                            | 1874–1897            | 18. března 2015          |
| Ctihodný | Pierre Toussaint                           | haitský laik                                                                                   | 1766–1853            | 17. prosince 1996        |
| Ctihodný | Pietro Marcellino Corradini                | italský kardinál                                                                               | 1658–1743            | 24. dubna 2021           |
| Ctihodný | Pius Keller                                | německý řeholník                                                                               | 1825–1904            | 3. července 2008         |
| Ctihodný | Pius XII.                                  | papež                                                                                          | 1876–1958            | 19. prosince 2009        |
| Ctihodný | Phanxicô Xaviê Nguyễn Văn Thuận            | vietnamský kněz, kardinál a komunistický vězeň                                                 | 1928–2002            | 4. května 2017           |
| Ctihodný | Quirico Pignalberi                         | italský kněz                                                                                   | 1891–1982            | 3. března 2016           |
| Ctihodný | Rafael Cordero y Molina                    | portorický laik                                                                                | 1790–1868            | 9. prosince 2013         |
| Ctihodný | Rafael ze Saint’Elia a Pianisi             | italský kněz                                                                                   | 1816–1901            | 6. dubna 2019            |
| Ctihodný | Rafaél Manuel Almansa Riaño                | kolumbijský kněz                                                                               | 1840–1927            | 9. května 2016           |
| Ctihodná | Rachelina Ambrosini                        | italská laička                                                                                 | 1925–1941            | 10. května 2012          |
| Ctihodný | Robert Schuman                             | francouzský laik původem z Lucemburska, zakladatel Evropské unie                               | 1886–1963            | 19. června 2021          |
| Ctihodný | Romano Bottegal                            | italský kněz                                                                                   | 1921–1978            | 9. prosince 2013         |
| Ctihodná | Rosa Elena Cornejo Pazmiño                 | ekvádorská řeholnice                                                                           | 1874–1964            | 20. prosince 2012        |
| Ctihodný | Rudolf Komórek                             | polský kněz                                                                                    | 1890–1949            | 6. dubna 1995            |
| Ctihodný | Salvatore Micalizzi                        | italský kněz                                                                                   | 1856–1937            | 16. prosince 2006        |
| Ctihodný | Samuel Mazzuchelli                         | americký kněz původem z Itálie                                                                 | 1806–1864            | 6. července 1993         |
| Ctihodná | Satoko Kitahara                            | japonská laička                                                                                | 1929–1958            | 22. ledna 2015           |
| Ctihodný | Saturnino López Novoa                      | španělský kněz                                                                                 | 1830–1905            | 8. července 2014         |
| Ctihodný | Serafín z Pietrarubbie                     | italský řeholník                                                                               | 1875–1960            | 15. března 2008          |
| Ctihodný | Sergio Bernardini                          | italský laik, manžel ctihodné Domenici Bedonni Bernardini                                      | 1882–1966            | 5. května 2015           |
| Ctihodný | Silvio Dissegna                            | italský laik                                                                                   | 1967–1979            | 7. listopadu 2014        |
| Ctihodný | Simpliciano od Narození Páně               | italský kněz                                                                                   | 1827–1898            | 16. července 2015        |
| Ctihodný | Sisto Riario Sforza                        | italský arcibiskup a kardinál                                                                  | 1810–1877            | 28. června 2012          |
| Ctihodná | Sílvia Cardoso Ferreira da Silva           | portugalská laička                                                                             | 1882–1950            | 27. března 2013          |
| Ctihodný | Stephen Ferrando                           | italský arcibiskup                                                                             | 1895–1978            | 3. března 2016           |
| Ctihodná | Tecla Merlo                                | italská řeholnice, spoluzakladatelka kongregace Dcer svatého Pavla                             | 1894–1964            | 22. ledna 1991           |
| Ctihodný | Teofilo Camomot                            | filipínský arcibiskup                                                                          | 1914–1988            | 21. května 2022          |
| Ctihodná | Tereza Janina Kierocińska                  | polská řeholnice                                                                               | 1885–1946            | 2. května 2013           |
| Ctihodná | Tereza Luisa Gardi                         | italská stigmatička                                                                            | 1769–1837            | 22. ledna 2015           |
| Ctihodný | Thomas Choe Yang-eop                       | korejský kněz, syn svatého Francise Choe Kyeong-Hwan a blahoslavené Mary Yi Seong-rye          | 1821–1861            | 26. dubna 2016           |
| Ctihodný | Thomas z Kurialacherry                     | indický biskup                                                                                 | 1873–1925            | 2. dubna 2011            |
| Ctihodný | Uberto Mori                                | italský laik                                                                                   | 1926–1989            | 12. června 2014          |
| Ctihodný | Vasco de Quiroga                           | mexický biskup původem ze Španělska                                                            | ?–1565               | 21. prosince 2020        |
| Ctihodný | Victor Scheppers                           | belgický kněz, zakladatel kongregace Milosrdných bratří z Mechelenu                            | 1802–1877            | 3. ledna 1987            |
| Ctihodná | Virginia Blanco Tardío                     | bolivijská laička                                                                              | 1916–1990            | 22. ledna 2015           |
| Ctihodný | Vital-Justin Grandin                       | kanadský biskup původem z Francie                                                              | 1829–1902            | 15. prosince 1966        |
| Ctihodný | Vittorio De Marino                         | italský kněz                                                                                   | 1863–1929            | 21. prosince 1992        |
| Ctihodný | Vítor Coelho                               | brazilský kněz                                                                                 | 1899–1987            | 5. srpna 2022            |
| Ctihodný | Zacarias od svaté Terezie                  | indický kněz původem ze Švýcarska                                                              | 1887–1957            | 27. ledna 2014           |
| Ctihodný | Zygmunt Łoziński                           | polský biskup                                                                                  | 1870–1932            | 2. dubna 1993            |